# Nicklas Amdi Pedersen
Nicklas Overgaard Amdi Pedersen (født 3. august 1993 i Aarhus) er en cykelrytter fra Danmark, der kører for Willing Able Racing. Han er uddannet fysioterapeut.

## Karriere
Amdi Pedersen har også deltaget også i e-cykling, hvor han repræsenterer Team P.O. Auto-CeramicSpeed. Han stillede den 9. december 2020 op i den første udgave af VM i e-cykling på platformen Zwift. Her vandt han bronzemedalje, kun overgået af tyske Jason Osborne og landsmanden Anders Foldager.
Efter at han primært havde kørt e-cykling i 2020 og 2021, genoptog han i marts 2022 landevejstræningen. For holdet Team Bache-JS.dk startede han i den danske B-række, men avancerede i løbet af få måneder til A-klassen. I 16 A-løb blev det til 14 top-10 placeringer, og i indsamlede point blev han kun overgået af Rasmus Bøgh Wallin. Ved 4. etape af PostNord Danmark Rundt kom han på femtepladsen, og han blev samlet vinder af Demin Cup. I oktober 2022 blev det offentliggjort at Amdi Pedersen efter tre år pause, igen skulle køre for et dansk kontinentalhold, da han fra 2023 skulle køre for ColoQuick Cycling på en etårig kontrakt.

## Meritter

### Landevejscykling
2017
2. plads, Tobago Cycling Classic
3. plads, Himmerland Rundt
2018
2. plads, Scandinavian Race Uppsala
3. plads, Himmerland Rundt
2019
1. plads, samlet vinder af Demin Cup
2. plads, Fyen Rundt
2022
1. plads, samlet vinder af Demin Cup
2024
1. plads, Ster van Zwolle

### E-cykling
2020
3. plads,  VM i e-cykling